# Ciorogârla (gmina)
Ciorogârla – gmina w południowo-zachodniej części okręgu Ilfov w Rumunii. W skład gminy wchodzą dwie wsie: Ciorogârla i Dârvari. W 2011 roku liczyła 6188 mieszkańców.